# Brigade de la Tempête du Nord
Pour les articles homonymes, voir Tempête (homonymie).
La Brigade de la Tempête du Nord  (arabe : لواء عاصفة الشمال, Liwa Asifat al-Shamal) est un des groupes rebelles de la guerre civile syrienne à l'existence continue la plus longue. 

## Fondation
La Brigade de la Tempête du Nord est fondée au milieu de l'année 2011 à Azaz, une ville du gouvernorat d'Alep, près de la frontière turque.

## Affiliations
Jusqu'au début de l'année 2014, la Brigade de la Tempête du Nord est membre de l'Armée syrienne libre,,. En mars 2014, elle rallie Liwa al-Tawhid et le Front islamique,. Elle aurait ensuite rallié le Front du Levant, au moins à partir de début 2017. Fin 2017, le groupe intègre l'Armée nationale syrienne

## Effectifs et commandement

### Effectifs
En 2012, la brigade compte entre 1 100 et 2 000 combattants selon les déclarations de certains de ses membres, mais le groupe décline à partir de 2013, affaibli par de lourdes pertes lors du siège Menagh et la mort de son chef. Début 2014, la brigade ne compterait plus que 200 hommes en Syrie, 150 de ses combattants ayant préféré rejoindre Liwa al-Tawhid, d'autres s'étant réfugiés en Turquie (en). En janvier 2015, la Brigade de la Tempête du Nord compterait 500 hommes.
Selon ses propres comptes, la brigade de la Tempête du Nord aurait perdu « 351 martyrs » entre 2012 et 2023.

### Commandement
Le chef et fondateur de la brigade est  Ammar al-Dadikhi, dit « Abou Ibrahim », homme d'affaires et contrebandier en cigarettes avant le conflit. Ce dernier est blessé en janvier 2013 au cours du siège de l'aéroport de Menagh, et évacué vers un hôpital en Turquie où il serait mort en mars 2013. Un autre chef, Samir Aluan ou Samir Amouri, prend le commandement mais il s'enfuit en Turquie lors d'affrontements à Azaz contre l'État islamique en Irak et au Levant. Discrétidé, il est remplacé par Mahmoud Naddom,. C'est toujours ce dernier qui dirige le groupe lorsque le régime tente de briser le siège de Nobl et Zahraa en février 2016. 
Depuis 2019 au plus tard, la brigade est dirigée par Saleh Amouri,. 

## Idéologie
Selon le chercheur Romain Caillet, en 2013 la Brigade Tempête du Nord est laïque et pro-occidentale (ko).

## Actions

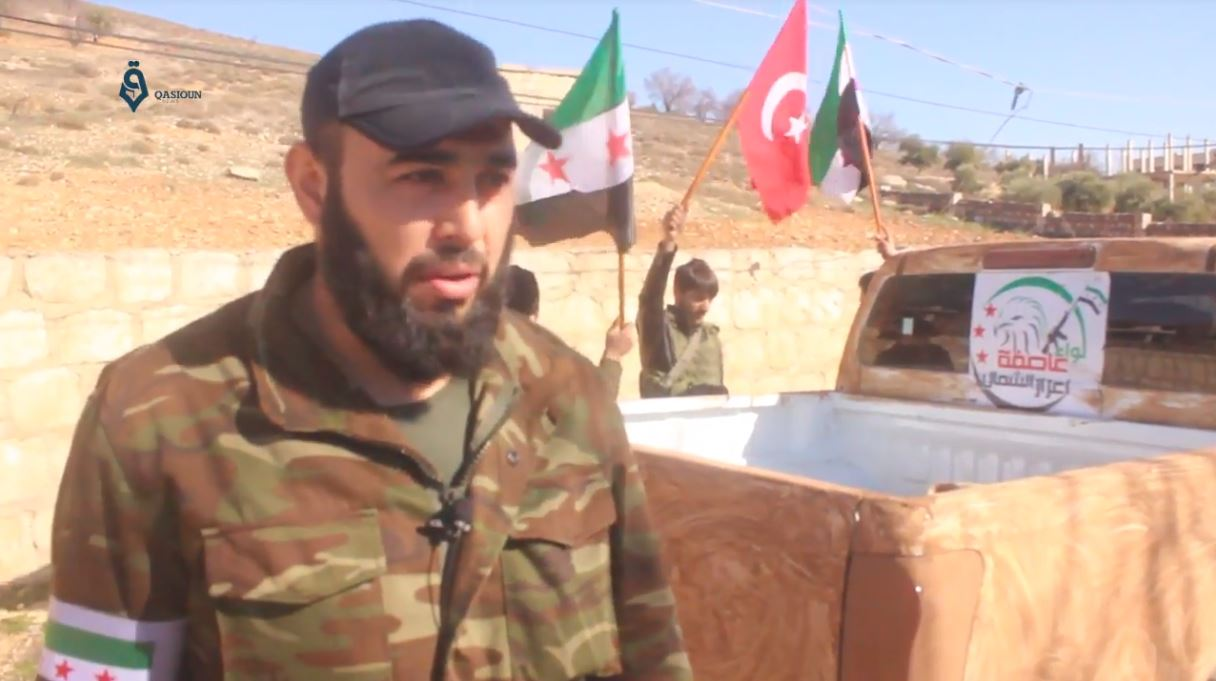
Des rebelles de la Brigade de la Tempête du Nord, lors de la bataille d'Afrine, le 1 février 2018.

La Brigade de la Tempête du Nord, alliées à deux autres groupes rebelles, prend le contrôle de la ville d'Azaz le 19 juillet 2012 au terme de violent combats contre le régime syrien,. Elle prend ensuite part, de août 2012 à août 2013, au siège de l'aéroport de Menagh aux côtés de groupes djihadistes. Les rebelles sortent victorieux de cette bataille, mais peu affaiblis : le commandant en chef Ammar al-Dadikhi a été mortellement blessé et deux autres chefs — Hadi Salo et Samir Akkash — ont été tués pendant les affrontements.
En juillet 2013, l'État islamique en Irak et au Levant (EIIL) fait son apparition à Azaz,. Le 27 mai 2013, la Brigade de la Tempête du Nord accueille le sénateur américain John McCain à Azaz. Ce dernier rencontre le général Selim Idriss, commandant en chef de l'Armée syrienne libre. Cette visite marque le début d'une forte hostilité entre l'EIIL et la brigade TN,. À la mi-septembre, un médecin allemand escorté par les hommes de l'ASL est découvert en train de prendre des photos près des bâtiments habités par les cadres de l'EIIL. Pour le chercheur Romain Caillet, le « point de non-retour » est atteint, l'EIIL est persuadé d'être espionné par les Américains avec la complicité de la brigade de l'ASL. Deux semaines plus tard, les djihadistes adressent un ultimatum à la brigade Tempête du Nord: ils exigent la remise des armes et l'allégeance de ses combattants à leur « émir », Abou Bakr al-Baghdadi. Les rebelles refusent,,.
Le 18 septembre, les combats éclatent entre l'EIIL et la brigade Tempête du Nord. Les forces djihadistes ont l'avantage et prennent la ville,. Le 20 septembre, l'EIIL et la brigade TN concluent un accord de trêve avec la médiation de la Liwa al-Tawhid qui a envoyé des hommes à Azaz pour s'interposer entre les belligérants. Les deux camps s'accordent à mettre fin aux hostilités, à libérer les prisonniers et à restituer les biens saisis. Mais le 2 octobre, les hostilités reprennent et les rebelles de l'ASL sont définitivement expulsés de la ville. Ils se replient en direction d'Afrin, tenue par les Kurdes des YPG,,.
L'EIIL sera finalement expulsé d'Azaz par les rebelles le 28 février 2014,,.

## Affaire des otages libanais
Le 22 mai 2012, des rebelles de la Brigade de la Tempête du Nord commandés par un chef nommé Mohammed Nour capturent neuf ou onze pèlerins Libanais de retour d'Iran, qu'ils accusent d'être membres du Hezbollah. En échange de ces otages, ils réclament la libération de 200 femmes détenues dans les prisons du régime syrien,. Selon le chercheur Romain Caillet, « une motivation exclusivement matérielle de la brigade TN n'est pas à exclure. Dans cette hypothèse, l'exigence de la libération de 200 prisonnières syriennes n'aurait été qu'un slogan destiné à rallier l'opinion publique syrienne, soucieuse de voir ces femmes être délivrées au plus vite des prisons du régime Assad, où les viols sont monnaie courante ».
Les otages libanais détenus par la brigade TN sont libérés le 18 octobre 2013. Selon le chercheur Romain Caillet, il est probable qu'ils aient été exfiltrés en Turquie pendant les combats à Azaz et qu'ils soient passés aux mains des services turcs. Ils auraient été libérés en échange de 200 femmes détenues dans les prisons du régime syrien et de deux pilotes d'avions turcs, enlevés en mai 2013 à Beyrouth par un groupe libanais qui réclamait « davantage d'implication de la Turquie dans l'affaire des otages en Syrie »,.